# Маниоти
Маниоти или Манијати (грчки: Μανιατες) су становници полуострва Мани, који се налази у западној Лаконији и источној Месенији, у јужном Пелопонезу, Грчка. Они су такође раније били познати као Маинотес, а полуострво као Маина.
Маниоти тврде да су потомци старих Спартанаца и често су тако описани. Терен је планински и неприступачан (до недавно се многим селима могло приступити само морским путем), а сматра се да је регионални назив „Мани“ првобитно значио „сув“ или „неплодан“. Име "Маниот" је изведеница која значи "Мани". У раном модерном периоду, Маниоти су имали репутацију жестоких и поносно независних ратника, који су се бавили пиратством и жестоком крвном осветом. Маниоти су већином живели у утврђеним селима где су бранили своју земљу од војске Вилијама II Вилердена, а касније и од војске Османског царства.

## Име
Презимена Маниота једнолично се завршавају на „еас“ у садашњем месенском („спољашњем“ или северозападном) делу Мани, „акис“ или „-акос“ у садашњем лаконском („унутрашњи“ или југозападни и источни ) део Мани и повремених „-огонас“.

## Стар Мани

### Микенски Мани
Хомеров „Каталог бродова“ у Илијади помиње градове Мани: Меси (Мезапос), Оетил (Оитило), Кардамили (или Скардамула), Геренија, Теутрон (Котронас) и Лас (Пасавас). Под Микенцима, Мани је процветао и на рту Тенарон је изграђен храм посвећен грчком богу Аполону. Храм је био од такве важности да је парирао Делфима који су тада били храм посвећен Посејдону. На крају је Тенаронов храм посвећен Посејдону, а храм у Делфима посвећен Аполону. Према другим легендама, у близини Тенара постоји пећина која води у Хад. Мани је такође представљен у другим причама, као када су Хелена од Троје (краљица Спарте) и Парис провели своју прву заједничку ноћ на острву Кранае, близу обале Гитеја.
Током 12. века пре нове ере, Доријанци су извршили инвазију на Лаконију. Доријанци су се првобитно населили у Спарти, али су убрзо почели да шире своју територију и око 800. године пре нове ере заузели су Мани и остатак Лаконије. Мани је добио друштвену касту Перијеци. За то време, Феничани су дошли у Мани и сматрало се да су основали колонију у Гитиу. Ова колонија је сакупљала мурекс, морску шкољку која је коришћена за прављење љубичасте боје и била је у изобиљу у Лаконском заливу.

### Спарта
Док су Спартанци владали Манијем, Тенарон је постао важно место окупљања плаћеника. Гитио је постао главна лука под Спартанцима јер је био само 27 км (17 миља) удаљен од Спарте. Године 455. п. н. е., током Првог пелопонеског рата, опседао га је и заузео атински адмирал Толмид заједно са 50 тријера и 4.000 хоплита. Град и бродоградилишта су обновљени и до касног Пелопонеског рата Гитио је био главно место изградње нове спартанске флоте. Спартанско вођство на Пелопонезу трајало је до 371. п. н. е., када су их Тебанци под Епаминондом поразили код Леуктре. Тебанци су започели поход против Лаконије и заузели Гитио након тродневне опсаде. Тебанци су само накратко успели да задрже Гитио, који је заузело 100 елитних ратника који су се представљали као спортисти.

### Хеленистички Мани
Током хеленистичког периода Грчке, Мани је остао под контролом Спартанаца. Македонци под командом Филипа Македонског покушали су да нападну Мани и остатак Лаконије (219–218. п. н. е.) и безуспешно су опседали градове Гитио, Лас и Асине. Када је Набис преузео спартански престо 207. п. н. е., спровео је неке демократске реформе. Једна од ових реформи подразумевала је претварање Гитиа у велику луку и поморски арсенал. Године 195. п. н. е., током римско-спартанског рата, Римска република и Ахајски савез уз помоћ комбинованих снага Пергамена и Рода заузели су Гитио након дуге опсаде.
Савезници су опседали Спарту и покушали да натерају Набис да се преда. Као део услова мировног уговора, приморски градови Мани били су приморани да постану аутономни. Градови су формирали Коинон слободних Лакоњана са Гитиом као престоницом под заштитом Ахејског савеза. Набис, није био задовољан губитком своје земље у Манију, изградио је флоту и ојачао своју војску и напредовао на Гитиу 192. п. н. е. Војска и морнарица Ахејског савеза под Филопеменом покушали су да ослободе град, али је ахејска морнарица поражена код Гитиа и војска је била принуђена да се повуче у Тегеју. Римска флота под Атилијевим вођством успела је да поново заузме Гитиа касније те године. Набис је убијен касније те године, а Спарта је постала део Ахајске лиге. Међутим, Спартанци су у потрази за луком заузели Лас. Ахејци су одговорили тако што су заузели Спарту и безуспешно јој наметнули своје законе.

## Римски Мани
Маниоти су живели у миру све до 146. п. н. е. када се Ахајски савез побунио против римске доминације, што је резултирало битком код Коринта. Сукоб је резултирао уништењем Коринта од стране снага Луција Мумија Ахаика и анексијом Ахејског савеза од стране Римске републике. Иако су Римљани освојили Пелопонез, Коинону је било дозвољено да задржи своју независност. Маниоти су патили од гусарских напада Крићана и Киликијана који су опљачкали Мани и опљачкали Посејдонов храм. Маниоти су избављени од пирата када их је Помпеј Велики победио. Највероватније у знак захвалности, Маниоти су снабдевали Помпеја стрелцима у његовим биткама против Јулија Цезара током Цезаровог грађанског рата (49–45. п. н. е.) и били поражени.
Током грађанског рата између Антонија и Октавијана (32–30. п. н. е.), Маниоти и остатак Лаконијана су снабдели Августа трупе за његов сукоб са Марком Антонијем и Клеопатром у бици код Акцијума (2. септембар 31. п. н. е.) и у знак захвалности званично су признали Августа за цара и позвали га у Псаматус (близу модерног Порто Кађа), а њихов Коинон је остао независна држава. Ово је означило почетак „златног доба“ Коинона.
Мани је цветао под Римљанима, због поштовања покорности Риму. Коинон се састојао од 24 града (касније 18), од којих је Гитио остао најистакнутији. Међутим, многи делови Манија остали су под такође полу-независном (аутономном под римским суверенитетом) Спартом, од којих су најзначајнији Асине и Кардамили. Мани је постао центар за љубичасту боју, која је била популарна у Риму, као и позната по свом ружичастом античком мермеру и порфиру. Забележено је да је Лас био удобан град са римским термама и гимнастичком салом.
Паусанија нам је оставио опис Гитиа какав је постојао за време владавине Марка Аурелија (владао 161–180). Агора, Акропољ, острво Кране (Маратониси) где је Парис на путу за Троју славио венчање са прелепом Хеленом након што ју је одвео из Спарте, Мигонијум или област Афродите Мигонитис (заузета модерним градом) и брдо Ларисијум (Коумаро) који се уздиже изнад њега. Данас, најзначајнији остаци позоришта и зграде које су делимично потопљене морем припадају римском периоду.
Коинон је остао полунезависан (аутономан под римским суверенитетом) све до покрајинских реформи римског цара Диоклецијана. Са инвазијом варвара која је утицала на Римско царство, Мани је постао уточиште за избеглице. 375. године, масивни земљотрес у тој области узео је данак у Гитиу, који је био тешко разорен. Већина рушевина древног Гитиa сада је потопљена у Лаконском заливу.

## Мани у Средњем веку

### Од Теодосија I до најезде Авара
Теодосије I, који је успео да уједини Римско царство под својом контролом, умире 17. јануара 395. године. Његов најстарији син Аркадије га је наследио у Источном римском царству, док је његов млађи син Хонорије добио Западно римско царство. Римско царство се последњи пут поделило, а Мани је постало део Источног или Византијског царства. Између 395. и 397. године, Аларих I и његови Визиготи су опљачкали Пелопонез и уништили оно што је остало од Гитиа. Аларих је заузео најпознатије градове, Коринт, Аргос и Спарту. Најзад је поражен од Стилихона, а затим је прешао Коринтски залив према северу.
Године 468, Гејсерих од Вандала покушао је да освоји Мани са сврхом да га искористи као базу за напад, а затим и освајање Пелопонеза. Гејсерих је покушао да искрца своју флоту у Кениполису (близу модерног села Кипарисос на рту Тенарон), али када се његова војска искрцала, становници града су напали Вандале и натерали их да се повуку после великих губитака.
Деценијама касније, чувени византијски војсковођа Велизар, на путу у свој победнички поход против Вандала, свратио је у Кенипољ да набави залихе, ода почаст Кениполитцима за њихову победу и регрутује неке војнике. Према Гринхалгу и Елиопулосу, евроазијски Авари (заједно са Словенима) напали су и заузели већи део западног Пелопонеза 590. године. Међутим, не постоје археолошки докази о продору Словена (или Авара) на царску византијску територију пре краја 6. века. Све у свему, трагови словенске културе у Грчкој су веома ретки.

### Македонска династија
Постоји опис Манија и његових становника у De Administrando Imperio Константина VII:
Да се зна да становници замка Маина нису из расе поменутих Словена (Милинзи и Језерити који живе на Тајгету), већ од старијих Ромаиоја, које до данас локално становништво назива Хеленима због њиховог порекла. у старим временима идолопоклоници и идолопоклоници попут старих Грка, и који су се крстили и постали хришћани у време владавине славног Василија. Место у коме живе је безводно и неприступачно, али има маслина од којих добијају неку утеху.
Подручје које су насељавали Манијати (или Маниоти) прво је названо именом 'Маина' и вероватно је повезано са замком Тигани (који се налази на малом полуострву Тигани у заливу Мезапос на северозападу полуострва Мани). Маниоти су се у то време звали „Хелени“—то јест, пагани (погледајте Имена Грка)—и потпуно су христијанизовани тек у 9. веку нове ере, иако неке рушевине цркве из 4. века нове ере указују да су хришћанство практиковали неки Маниоти у региону у раније време. Маниоти су били последњи становници Грчке који су отворено следили паганску хеленску религију. Ово се може објаснити планинском природом терена, који им је омогућио да избегну покушаје Источног римског царства да силом хришћанизује Грчку.

### Кнежевина Ахаја
Током Четвртог крсташког рата (1201–1204), крсташи су заузели Цариград. Источно римско царство било је подељено између неколико грчких и латинских држава наследница, посебно укључујући (од запада ка истоку) Епирску деспотовину, Латинско царство, Никејско царство и Трапезундско царство. Ова четири царства су произвела супарничке цареве, борећи се за контролу једни над другима и остатком полу-независних држава које су се појавиле на том подручју. Вилијам од Шамплита и Жофроа I Вилерден победили су пелопонеске Грке у бици код Коундура (1205), а Пелопонез је постао Ахајска кнежевина. Године 1210. Мани је дат барону Жану де Неји као наследни маршал и он је саградио замак Пасавас на рушевинама Ласа. Замак је заузимао значајан положај, пошто је контролисао важан пролаз од Гитиа до Итлиона и садржавао је Маниоте.
Маниоте, међутим, није било лако обуздати и они нису били једина претња франачкој окупацији Пелопонеза. Меленги, словенско племе у планинском ланцу Тајгета, извршили су напад на Лаконију са запада, а Францима су пружили отпор и Цакониани. Године 1249. нови принц, Вилијам II од Вилердена, деловао је против јуришника. Користио је новоосвојену тврђаву Монемвасију да задржи Цаконијане на одстојању, а саградио је замак у Мистри у планинама Тајгетус изнад Спарте како би задржао Меленгије. Да би зауставио Маниотске нападе, саградио је замак Мегали Маина, који је највероватније Тигани. Описује се као на страшној литици са ртом изнад. Латински бискуп је постављен за Мани током 1250-их. Године 1259. епископ је ухваћен током битке код Пелагоније од обновљеног Византијског царства под вођством Никеје.

### Морејска деспотовина
Дана 25. јула 1261. године Византинци су под командом Михаила Палеолога поново заузели Цариград. Принц Вилијам је ослобођен, под условом да мора да преда тврђаве Мегали Маина, Мистра, Геронтрае и Монемвасија, као и да преда таоце укључујући леди Маргарет, баронесу од Пасаваса. Пошто су Франци отишли из Лаконије, Маниоти су живели у миру под деспотовином Мореје, чији су узастопни деспоти управљали провинцијом. Чини се да је Мани доминирала породица Никлиани, која је била избеглице. Међутим, мир је прекинут када су Османски Турци започели нападе на Пелопонез.

## Османско доба

### 15. век
Након што је Османско царство под султаном Мехмедом II заузело Константинопољ у мају 1453. године, Мани је остао под контролом деспотовине Мореје. У мају 1460. Мехмет је заузео Пелопонез. Морејском деспотовином су владала два брата Константина Палеолога, који су погинули бранећи Цариград. Међутим, ни Димитрије Палеолог ни Тома Палеолог нису изабрали да следе његов пример и бране Пелопонез. Уместо тога, Тома је побегао у Италију, док је Димитрије потражио уточиште код Мехмета. Хелена Палеологина, ћерка Димитрија и његове друге жене Теодоре Асанине, предата је Мехмеду II као робиња.
Крокодилос Кладас, Грк из Лаконије, добио је власт од Мехмеда над Елосом и Вардунијом 1461. Мехмед се надао да ће Кладас одбранити Лаконију од Маниота. Током тог времена, Мани становништво је порасло као резултат прилива избеглица које су долазиле из других области Грчке. Године 1463, Кладас се придружио Млечанима у њиховом текућем рату против Османлија. Водио је Маниоте против Османлија уз помоћ Венеције до 1479. године, када су Млечани склопили мир са Османлијама и дали Османлијама право да владају. Кладас је одбио да прихвати услове, па су му Млечани ставили цену на главу.
По завршетку Турско-млетачког рата, Млечани су препустили Маниоте да се сами сналазе. Османлије су масакрирали многе Грке који су се побунили заједно са Млечанима, али су многи од њих побегли да би нашли уточиште у Манију. Маниоти су наставили да пружају отпор, а Мехмед је послао војску од 2.000 пешака и 300 коњаника против Манија под командом Але Боумика. Млечани су, покушавајући да стекну наклоност Порте, предали неке маниотске побуњенике. Османлије су стигле до Итила пре Кладаса, а Маниоти су их напали и масакрирали. Кладас је упао у лаконску равницу са 14.000 Маниота и побио турске становнике.
Месец дана касније, веће снаге под командом Ахмед-бега упали су у Мани и отерали Кладаса у Порто Кађо. Ту су га покупиле три галије напуљског краља Фердинанда I. Да би одложио Турке довољно дуго да Кладас побегне, маниотски позади напао је турску војску. Кладас је стигао до Напуљске краљевине, одакле је постао вођа најамника. Вратио се у Мани 1490. године и погинуо у бици код Монемвасије.

### 16. век
Од 1500. до 1570. Мани је задржао своју аутономију без икакве инвазије Османлија. Османлије су биле заузете истеривањем Млечана са Пелопонеза и успели су 1540. године, када су освојиле Монемвазију и Нафплио. Османлије под Селимом ИИ, спремајући се за инвазију на венецијанско острво Кипар, подигли су тврђаву у Манију, у Порто Кађо, а такође су поставили гарнизон у Пасавас. Циљ овога је био да се поремете комуникационе линије Млечана и да се Маниоти држе подаље. Узнемирени, Маниоти су позвали Венецију на помоћ, а венецијанска морнарица у комбинацији са Маниотском војском заузела је замак.
Кипар је пао касније те године, али је флота Свете лиге победила османску флоту у бици код Лепанта (1571). Грци су претпостављали да ће Хуан Аустријски бранити њихову побуну под командом епископа Монемвазије. Обећана војска никада није стигла, а до 1572. године бискуп је био приморан да се повуче у Мани. Маниоти нису успели када су апеловали на папу Гргура да убеди Филипа Шпанског да пружи војну подршку.

### 17. век
Маниоти су 1603. пришли папи Клименту, који је пошао у крсташки рат. Климент је умро две године касније, а Маниоти су почели да траже новог савезника, фокусирајући своју пажњу на краља Шпаније, Филипа III. Подстицали су га да искрца своју војску у Порто Кађо и обећали да ће му се придружити са 15.000 наоружаних људи, као и са 80.000 других Пелопонежана. Маниоти су такође слали изасланике неким великим силама на Медитерану, као што су, на пример, Република Венеција, Краљевина Француска, Република Ђенова, Велико војводство Тоскана и још једном Шпанија. Ове државе су биле заинтересоване и послале су неколико експедиционих снага у Манију, али са изузетком шпанске експедиције која је опљачкала Пасаваса, све нису успеле да постигну ништа.
Маниоти су 1612. пронашли савезника, Чарлса Гонзагу, војводу од Мантове и Неверса. Карло је био потомак византијског цара Андроника Палеолога преко своје баке, која је била из лозе Теодора од Монферата, Андрониковог сина. Преко ове везе он је преузео цариградски престо. Почео је да кује заверу са Маниотима, који су га ословљавали са „краљ Константин Палеолог“. Када је Порта чула за ово, послала је Арслана да командује војском од 20.000 људи и 70 бродова да нападне Мани. Успео је да опустоши Манија и наметне Маниотима порез (који они нису плаћали). То је довело до тога да се Неверс активније креће за свој крсташки рат. Никада није послао изасланике на европске судове у потрази за подршком. Године 1619. регрутовао је шест бродова и известан број људи, али је био приморан да прекине мисију због почетка Тридесетогодишњег рата. Идеја о крсташком рату је избледела и Неверс је умро 1637. године.
Године 1645. почео је нови турско-млетачки рат, такозвани „Критски рат“, током којег је Република Венеција покушавала да одбрани Крит, једну од својих провинција од 1204. године, од Отоманског царства, у почетку под Ибрахимом I. Маниоти су подржавали Млечане нудећи им бродове. Године 1659. адмирал Франческо Моросини, са 13.000 Маниота као савезницима, заузео је Каламату, велики град близу Манија. Године 1667, током опсаде Кандије, неки маниотски гусарски бродови су се ушуњали у османску флоту и успели да опљачкају и спале неке бродове. Међутим, Кандија је пала 1669. године, а Крит је постао део Отоманског царства.

### 18. век
Године 1715. Османлије су напале Пелопонез и успеле да протерају Млечане у року од седамдесет дана. Млечани су победили у неким мањим поморским биткама код Манија, али су напустили Пелопонез 1715. Следеће године је потписан споразум из Пасарова, а Млечани су одустали од права на Пелопонез.
Георгиос Папазолис, грчки официр руске војске, био је пријатељ Орлова (значајне породице из Русије) и натерао их је да убеде Катарину Велику да пошаље војску у Мани и ослободи Грчку. Руска флота од пет бродова и 500 војника под командом Алексеја Григоријевича Орлова испловила је из Балтичког мора 1769. године и стигла до Манија 1770. године. Флота се искрцала у Итилону, где су је дочекали Маниоти. Одлучено је да се војска подели на две групе, Западну легију и Источну легију. Источну легију, под командом Баркофа, Григоракиса и Псароса, чинило је 500 Маниота и 6 Руса. Западна легија, под командом Џона Мавромихалиса (надимак Пас), Пјотра Долгорукова и Панагиотиса Кумундуроса, састојала се од 200 Маниота и 12 Руса.
У међувремену, руска флота је опседала Корони уз помоћ Западне легије. Опсада се показала тешком, и убрзо је Орлов ушао у спор са Џоном Псетом. Мавромихалис је Орлову изјавио да, ако желе да започну прави рат, морају да заузму Корони, а да ако то не ураде, не треба џабе да узбуђују Грке. Орлов је одговорио тако што је Маниоте назвао „одрпани“ и „груби“. На то је Мавромихалис одговорио: „Последњи од ових одрпаних плена чува своју слободу сопственим мачем и заслужује више од тебе“. Руси су отишли и водили своје операције до краја године, када су на крају отпловили назад у Русију.
Источна легија је постигла успех када је победила војску од 3500 Турака. Османлије су на ово одговориле тако што су послале војску од 8.000 да изврши инвазију на Пелопонез. Османска војска је прво опљачкала Атику пре него што је ушла на Пелопонез. У Ризомилосу у Месенији, блокирали су их Џон Мавромихалис и 400 његових следбеника. Маниоти су их неко време задржавали, али османске снаге на крају нису изгубиле због надмоћнијег броја. Ухватили су Џона Мавромихалиса, који је био не само тешко рањен, већ и последњи преживео у бици. На крају је мучен до смрти. Затим су извршили инвазију на Мани и почели да пустоше земљу у близини Алмироса (близу модерног села Кипарисос). Током ноћи, војска од 5.000 мушкараца и жена Маниота напала је непријатељски логор. Османске снаге су изгубиле 1.700, док су Маниоти претрпели само тридесет девет жртава.

### Османска инвазија на Мани
Из Кастаније је Хасан Гази напредовао према Скоутарију и опседао кулу моћног клана Григоракис. У кули је било петнаест људи, који су издржали три дана док Турци нису поткопали кулу, поставили барут и разнели цео гарнизон. До тог времена, главна маниотска војска од 5.000 мушкараца и 2.000 жена успоставила је одбрамбени положај који се налазио на планинском терену изнад града Парасирос. Цела војска је била под командом Егзарха Григоракиса и његовог нећака Занетоса Григоракиса. Османска војска је напредовала до равнице Агио Пигада (што значи "Свети бунар"). Послали су изасланике Маниотима рекавши им да Хасан жели да преговара. Маниоти су знали да ће их, ако пошаљу посланике Турцима, Хасан погубити ако преговори пропадну. Међутим, Маниоти су послали шест људи да разговарају о условима.
Хасану је послато шест маниотских изасланика који су га, не клањајући се, упитали шта хоће. Хасанови захтеви су укључивали децу десет капетана као таоце, све оружје које су држали Маниоти, и годишњи порез на главу који се плаћао као казну за подршку Русима. Маниоти су одговорили на Хасанове захтеве рекавши: „Више волимо да умремо него да вам дамо оружје и децу. Не плаћамо порез, јер је наша земља сиромашна.“ Хасан је побеснео и шесторици мушкараца је дао одрубити главе и набити их на колац да би их Маниоти могли видети.
Након што су изасланици убијени, преостали Маниоти су напали Османлије. Борбе су биле жестоке, а само 6.000 Турака успело је да дође до Мистре. Нико није тачно знао колико су Маниоти претрпели жртава, али су Турци изгубили 10.000 људи. Године 1780. Хасан Гази, бег са Пелопонеза, покушао је да ослаби породицу Григоракис тако што је организовао атентат на Егзарха Григоракиса. Позвао га је у Триполи и третирао га као почасног госта, али га је потом обесио. На Васкршњу недељу, Егзархова мајка је подстакла људе из Скоутарија да се освете за смрт њеног сина. Под командом Занетоса Григоракиса, људи из Скоутарија су се обукли као свештеници и пуштени су у Пасавас. Када су ушли, Скоутариоти су извадили своје скривено оружје и побили све турске становнике Пасаваса.
Године 1782. Османлије су намамили Михалиса Троупакиса, бега од Манија, на брод и послали га на Лезбос, где је погубљен због пиратерије. Порта је покушала да замени Занетоса Григоракиса, али Занетос је то одбио све док није намамљен на брод и приморан да постане бег.
Убрзо након Орловске експедиције, један број Маниота ступио је у руску војну службу. Остаци две легије придружили су се руским морским снагама као маринци, учествујући у операцијама на Егејском мору и источном Медитерану. Двојица вођа ових добровољаца, Стефанос Мавромихалис и Димитриос Григоракис, били су потомци главних маниотских кланова, од којих је сваки достигао чин мајора.

### Ламброс Кацонис
Током Занетове владавине, Мани је постао база за многе клефте и друге грчке разбојнике. Међу њима је био и чувени грчки гусар и официр руске војске Ламброс Кацонис, који је помагао Русе у њиховим ратовима против Османлија, Андреас Андруцос и Захарија Барбициотис. Дана 9. јануара 1792. године, руска Катарина II је навела да њен представник Александар Безбородко потпише Јаски уговор са великим везиром Коча Јусуф пашом Османског царства. Уговор је окончао Руско-турски рат, признао руску анексију Кримског каната 1783. и пренео Једисан у Русију, чиме је Дњестар постао руско-турска граница у Европи, док је азијска граница (река Кубањ) остала непромењена. Ламброс Кацонис је рекао: „Аикатерини (грчки: Катарина) је склопила свој уговор, али Кацонис није склопио свој уговор са непријатељем.“
Кацонис је, заједно са Андруцосом и Барбициотисом, имао батерију у Порто Кађу. Окупио је малу војску и морнарицу од једанаест бродова и напао османске бродове у околини. Међутим, не могавши да одржава своје бродове, почео је да напада бродове из других земаља. Касније те године потопио је два француска брода, што је за Кацониса био почетак краја. Османска флота од тридесет бродова и француски разарач напали су Катсонис код Порто Кађа. Кацонисови људи су побегли на копно; Сам Кацонис је на једном од бродова побегао у Одесу.
Андруцос је са 500 људи покушао да пређе Пелопонез и уђе у Румелију. Барбициотис је у позадинској акцији успео да помогне у пробијању кроз Пелопонез иу Румелију. Године 1798, Наполеон Бонапарта, у то време генерал који је служио у француским револуционарним ратовима по наређењу француског директоријума, послао је два члана породице Стефанопулос у Мани како би убедио Маниоте да нападну Османлије са Пелопонеза док је он напао из Египта. Захарија Барбициотис и Занетбеј (Занетос Григоракис) су прихватили понуду, а Наполеон им је послао оружје. Када су Турци то открили, Занетоса су заменили као бега Панагиотиса Кумундуроса.

## Модерни Мани

### Почетак 19. века и почетак „грчког рата за независност“
Током 1803. године, Османлије су свргнуле Панагиотиса Кумундуроса, јер није био у стању да покори Занетоса Григоракиса, који је још увек примао оружје од Француза у свом замку у Крани. Османлије су га замениле Антонијем Григоракисом, рођаком Занетоса. Турска флота под командом адмирала Серемета није успела да заузме Крану и убрзо је била принуђена да се повуче.
Године 1805. Серемет је напао Захарија Барбициотиса у његовој тврђави у планинама Тајгет и успео да га убије. Године 1807. Османлије су напале Антонбеја код Гитеја, јер није хтео да потисне свог рођака, који је још увек нападао Турке. Турци су поново били принуђени на повлачење. Три године касније, Григоракис је дао оставку у корист свог зета, Константиса Зервакоса, који је био наклоњен бегу са Пелопонеза. Међутим, Маниоти се нису сложили са избором и сменили су Зервакоса.
Касније те године, вође Маниота су се окупиле у Гитеју и изабрали Теодороса Занеракоса или Теодоробеја, нећака Занетоса Григоракиса, за вођу Маниота. Током 1815. године, Османлије су напале Манија, али су отерани назад. Теодоробеј је смењен са власти касније те године, а заменио га је Петрос Мавромихалис или Петробеј.
Пјерос Григоракис, Занетов син, ступио је у руску службу на Зантеу и командовао је снагама од око 500 Маниота познатих као Спартанска легија. Ово је био део Легије лаких стрелаца, снаге састављене од копнених избеглица које су браниле Јонска острва и учествовале у руским операцијама на Медитерану у годинама 1805–1807. Многи ветерани ове јединице су се касније придружили тајном друштву Филики Етериа („Пријатељска чета“) и учествовали у Грчкој револуцији, укључујући Елијаса Кризоспатиса, који је иницирао Маниоте у тајно друштво, као и Пјероса и његову браћу Гиоргоса и Занетакоса.
Петрос Мавромихалис је био нећак Џона Псета. Био је први Маниот бег из унутрашњег дела Манија. Године 1798. Наполеон му је такође пришао да се придружи рату против Османлија, али након неуспеха француске инвазије на Египат, Петрос се само на неко време придружио француској војсци и борио се на Јонским острвима. Причало се тада да је постављен за бега само зато што му стриц није погинуо, прешао је у ислам и постао официр османске војске. Године 1819. придружио се Филики Етерији, која је до 1821. била спремна за устанак.

### „Објава рата“ и доприноси грчкој револуцији
Маниоти, познати по својим борилачким традицијама, били су први који су се придружили грчком ослободилачком покрету (тврдња која се дели са многим другим грчким областима) и њихов допринос се показао кључним. Друштво под називом Филики Етериа послало је своје представнике Перевоса и Хрисоспатиса да организују Маниоте. Дана 17. марта 1821. године, 12.000 Маниота се окупило у цркви града Ареополија и објавило рат и објавило рат. против Отоманског царства, претходивши остатку Грчке за око недељу дана. Њихова застава је била бела са плавим крстом у средини. На врху заставе био је мото "Победа или смрт". Маниоти су били одговорни за писање „Победа” а не „Слобода” на свом банеру, пошто је Мани увек био слободан. На дну заставе је био древни спартански натпис „Са штитом или на штиту.“
Дана 21. марта, војска од 2.000 Маниота под командом Петроса Мавромихалиса, Теодороса Колокотрониса и Папафлесаса кренула је ка Каламати. Дана 23. марта заузели су град. Из Каламате је Мавромихалис писао писма европским државама, обавештавајући их о томе шта Грци раде и потписујући их као „главнокомандујући спартанских снага“. У Каламати је одржан и Месенски сенат. Колокотронис је желео да нападне Триполи и заузме главни турски град на Пелопонезу. Међутим, Мавромихалис је желео да прво заузме мање градове, а затим да заузме Триполи. Сенат се сложио са Мавромихалисом, а Маниоти су напали Турке Месеније и Лаконије.
Колокотронис, уверен да је у праву, преселио се у Аркадију са 300 Маниота. Када је ушао у Аркадију, његова група од 300 људи борила се против турске снаге од 1300 људи и поразила их. Дана 28. априла, неколико хиљада војника Маниота под командом синова Петроса Мавромихалиса придружило се Колокотронисовом логору изван Триполија. Дана 12. септембра 1821. пала је турска престоница на Пелопонезу. Дана 4. јула 1822, Киријакулис Мавромихалис, млађи брат Петроса Мавромихалиса, убијен је у Спланци, близу тврђаве Соулиоте у Киафи.
Махмуд II је постао очајан и током 1824. позвао је свог вицекраља, Мухамеда Алија од Египта, да му помогне да нападне Манија. Али је обећао да ће му помоћи у замену за острва Крит и Кипар, као и да ће свог најстаријег сина, Ибрахим-пашу из Египта, учинити пашом Пелопонеза. Махмуд II је прихватио понуду и Али је послао свог сина да командује експедицијом. У међувремену, Грци су били у нереду због политичких ривалстава, што је изазвало грађански рат. Колокотронис је ухапшен, његов син Панос је убијен, а његов нећак Никитарас је побегао.
Ибрахим је добро искористио ово превирање и искрцао се са својом војском (25-30.000 пешака, коњаника и артиљерије уз подршку отоманско-египатске флоте) код Метонија. Ибрахим је убрзо поново заузео Пелопонез осим Нафплиона и Манија. Када је покушао да заузме Нафплио, одбили су га Димитриос Ипсилантис и Константинос Мавромихалис, Петросов брат.
Ибрахим је тада одлучио да крене у Мани. Послао је изасланика Маниотима тражећи од њих да се предају или ће им опустошити земљу. Уместо да се предају, Маниоти су одговорили:
Од малобројних Грка из Манија и осталих Грка који тамо живе до Ибрахим-паше. Добили смо ваше писмо у коме покушавате да нас уплашите говорећи да ћете, ако се не предамо, побити Маниоте и опљачкати Мани. Зато чекамо тебе и твоју војску. Ми, становници Манија, потписујемо се и чекамо вас.
Бесан због спартанског одговора, Ибрахим је, командујући војском од 7.000 људи, напао Манија 21. јуна 1826. године. Заустављен је на зидовима Алмироса и Верге, који су трчали око 500 метара. Бедеме је бранило 2.000 Маниота под командом Илијаса Мавромихалиса (Кацакос) и 500 грчких избеглица. Како је Ибрахим кретао своју пешадију и коњицу на положај Маниота, наредио је и два своја брода, укључујући и онај на коме се налазио, да својом артиљеријом нападну маниотска утврђења са мора. Египатска војска је осам пута напала положај Маниота и била је одбачена. Борбе су се наставиле још неколико дана пре него што су се Египћани повукли када су се гласине да им се Колокотронис приближавао позади са 2.000 људи показале тачним. Маниоти су прогонили Египћане све до Каламате пре него што су се вратили у Вергу. Ова битка не само да је коштала Ибрахима, који је претрпео 2.500 жртава, већ је и уништио његов план за инвазију на Мани са севера.
Док је Ибрахим започео напад на положај Маниота код Верге, одлучио је да покрене малу флоту и нападне Ареополи. Гринхалг и Елиопулос су овај план описали као „одличан“ јер би изненадио Ареополи пошто је био лоше брањен. Заузимањем Ареополија, Ибрахим је могао да поремети маниотске комуникационе линије и контролише планинске превоје који су водили до места Гитио. Ово би такође омогућило Египћанима да нападну Маниоте код Верге са задње стране.
Ибрахим је 24. јуна послао малу флоту са 1.500 војника да се искрца у заливу Дирос и заузме Ареополи. Када су се Египћани искрцали на обалу, зазвонила су звона за узбуну. Убрзо се окупило 300 жена и стараца који су сакупљали жетву и, наоружани само косама и тољагама, јуришали на Египћане. Египћани су, не очекујући никакав отпор, били изненађени овим изненадним нападом и били су приморани да се повуку на утврђени положај на обали где су могли да добију подршку са својих бродова. На крају је 300 Маниота стигло из других градова, а Египћани су били приморани или да допливају до својих бродова или да буду убијени. Не само да је Ибрахимов пораз коштао, јер је изгубио 1.000 људи, већ је и његов план да нападне и освоји Мани био потпуно уништен. Касније су жене са Дироса назване 'Амазонке Дироса'.
Ибрахим, изнервиран поразима код Верге и Дироса, месец дана је пљачкао Пелопонез пре него што је поново скренуо пажњу на Манија. Послао је војску од 6.000 Арапа да напредују до Тајгета и заузму Гитио и Лаконије Манија. Војском је командовао грчки издајник из села Вордонија, звани Босинас. Док је напредовао ка Полицаравосу (данас напуштеном месту у јужном делу Тајгета), зауставио га је Теодорос Статакос, који је са својом породицом од тринаест људи чекао у њиховој кули. Босинас је покушао да натера Статакоса да се преда, а када је овај глумио предају, Босинас је дошао према кули. Међутим, када је Босинас био у домету, Статакос и његова мала група су га убили. За одмазду Босинасова војска је из топова пуцала на кулу и срушила је.
Египћани су потом кренули према граду Полицаравосу и стигли до њега 28. августа. Становници града су послали жене и децу да се склоне у планине пре него што су побољшали утврђења која су тамо имали. Градска милиција је била појачана другим Маниотима, и убрзо су браниоци бројали 2.500 људи. Египћани су имали проблема да напредују до Полицараваса, јер је био окружен стенама које су се налазиле на високом тлу. Чим су Арапи стигли, Маниоти су се окупили око својих утврђења и напали Арапе. Арапи су се повукли из Полицаравоса након што су претрпели 400 жртава, док су Маниоти претрпели само девет. Иако је ова кампања у сенци других битака револуције, била је једна од најважнијих, према регионалним историчарима Маниота. Маниоти су зауставили Египћане и Ибрахим-пашу који раније нису овако одлучно поражени. Ово је била последња инвазија на Мани од стране Египћана или Османлија, пошто су Пелопонез, централна Грчка и нека од егејских острва ослобођени 1828. након поморских снага Француске рестаурације Бурбона под вођством Хенрија де Рињија, Уједињено Краљевство Велике Британије и Ирска под Едвардом Кодрингтоном, а Руско царство под Логином Гејденом победило је Ибрахима код Наварина 1827.

### Република и Регентство
Године 1831. Јоанис Каподистријас је постао гувернер Грчке. Каподистријас се посвађао са кланом Мавромихалис јер су Маниоти одбили да плате порез новој влади. Каподистријас је тражио да Цанис, Петросов брат, оде у Нафплио, тада главни град Грчке, и преговара. Чим је Цанис стигао, ухапшен је и затворен. Каподистрија је тада послао војнике у Мани и дао Петроса да ухапси, затвори и оптужи за велеиздају. Његов брат Константин, бранилац Нафплија, и Петров син Георгиос Мавромихалис стављени су у кућни притвор у престоници.
Дана 27. септембра 1831. (9. октобра по грегоријанском календару), Каподистријас је отишао да присуствује богослужењу у цркви Светог Спиридона. Приметио је да Константинос и Георгије чекају на вратима цркве. Док је пролазио поред њих, накратко се зауставио пре него што је ушао у цркву. Када се спремао да уђе у цркву, Константин је употребио пиштољ и метак је погодио Каподистријаса у потиљак, док га је Георгиос у исто време убо у срце. Каподистрија се срушио у наручје својих пратилаца. Каподистријасов телохранитељ упуцао је Константина док је трчао, а Константина је погодило још неколико метака пре него што је умро. Његово тело је затим одвукла разјарена руља, која га је бацила у море. Георгиос је ухваћен и погубљен на острву Бурзи, близу обале Нафплија, док је његов отац посматрао.
Године 1833. Ото фон Вителсбах, син Лудвига I од Баварске и Терезе од Сакс-Хилдбургхаузена, постао је краљ Грчке након што су га поставиле велике силе. Пошто је био малолетан, имао је Регентски савет на челу са Јозефом Лудвигом фон Арманспергом који је уместо њега управљао земљом. Један од првих поступака Савета био је да покуша да покори непослушне Маниоте и сруши њихове куле; други је био да се Петрос и Тзанис ослободе из њихових затвора. Савет је послао војску Бавараца да смире ситуацију. Стигли су до Ареополија, али су их Маниоти током ноћи опколили и заробили, натеравши их да напусте ту област.
Дана 14. маја 1834. четири чете баварских трупа, потпомогнуте са четири топа, опседале су град Петровоуни. На крају, 800 Маниота из околних градова напало је Баварце. Баварци су масакрирани јер су већину њих или убили Маниоти или су пали у јаругу у близини града док су бежали. Касније те године, војска од 6.000 људи са пет топова под командом генерала Кристијана фон Шмалца, уз помоћ пет ескадрила ројалистичких маниота, поново је опседала Петровуни. Када су се приближавале вести о војсци од 1.000 Маниота, они су се повукли у Гитио.
Савет је одлучио да Маниоте не могу покорити силом, па су одлучили да пошаљу дипломату Макса Федера са намером да покори Манија тако што ће поткупити новцем становнике Мани острва. Отишао је у различите породице Маниота и нудио им положаје ако подржавају краља. Многи Ачаномери и неки Мегалогенити били су убеђени у његове понуде и поднели су се. Међутим, неколико старијих породица и сиромашнији Ачаномери одбили су понуду, јер прве нису желеле да зависе од краља, а друге гувернере са надређеним правима. У Кити је ова подела изазвала крвопролиће када су краљеве присталице почеле да се боре против осталих Маниота под командом Гиоргароса Скилакакоса. Федер је убрзо стигао са својим новим савезницима и експлодирао Скилакакос и све његове савезнике у својим кулама. Тако су Баварци успели да цело полуострво припоје грчком краљевству.

### 19. век
За време Отонове владавине, у Манију је проливена крв због освета, које су вековима мучиле ово подручје. Освете су се наставиле све до 1870. године, када је маниотска освета заустављена напорима регуларне војске уз артиљеријску подршку. Године 1841. Крит је устао против Османлија. Маниоти, описани као рођаци Крићана, пожурили су на Крит да их подрже. Крићани су заједно са Маниотима натерали Турке у тврђаву, где су их опседали. Комбинована отоманско-британска флота успела је да покори Крићане, али су непоражени Маниоти одлучили да се врате у Мани. Године 1866. на Криту је избила нова револуција и 2.000 Маниота под командом Петропулакоса отишло је у помоћ својим рођацима. Међутим, Крићани су поражени, а непоражени Маниоти су се поново вратили у Мани.

### 20. век
Почетком 20. века Грчка је била укључена у македонску борбу, војне сукобе против бугарске организације познате као Унутрашња македонска револуционарна организација и турске снаге у Македонији коју су окупирали Османлије. Многи добровољци из Манија учествовали су у рату, као што су војници из породица Дрицакос, Куцониколакос, Костеас, Георгопападакос, Илиопиереас, Лоукакос, Кириакоулакос и Калантзакос. Маниоти су такође учествовали у низу ратова који су уследили укључујући Балканске ратове, Први светски рат и грчко-турски рат (1919-1922). Учешће трупа из Манија у овим ратовима под Константином I од Грчке, створило је ројалистичка осећања међу Маниотима. Због тога је већина Маниота остала лојална Константину током грчког националног раскола.
Током Другог светског рата, оружане снаге Маниота су значајно помогле Хеленској војсци да победи у бици за Грчку. Један Маниот по имену пуковник Константинос Давакис био је међу вођама оружаних снага. Давакис, командујући одредом Пинд, победио је елитну италијанску СОФ бригаду „Јулија“ у бици код Пинда (28. октобар – 13. новембар 1940), упркос томе што су Италијани имали напредније наоружање.
Касније су Маниоти извојевали још једну победу када је Краљевска морнарица Уједињеног Краљевства победила италијанску војску у бици код Матапана. Међутим, нацистичка Немачка је напала Грчку да би подржала Италијане. Грци су били приморани да се повуку, а убрзо је Мани оживео своју заборављену улогу центра за избеглице. Током априла 1941. Британци су почели да евакуишу своје трупе из Порто Кађа. До краја тог месеца, Мани и остатак Грчке били су под италијанском и немачком окупацијом.
Током окупације, Мани је постао упориште батаљона безбедности, због антикомунистичког расположења Маниота. Немци и Италијани напустили су Грчку 1944. године, али је одмах по њиховом одласку почео Грчки грађански рат. Војске Комунистичке партије Грчке, ЕЛАС и Демократска армија Грчке, бориле су се против Хеленске армије и ројалиста. Мани се никада није опоравио од оба рата, и убрзо су многи млади људи из Манија отишли у Атину, Сједињене Државе и Аустралију.
Данас је Мани подељен између две регионалне јединице: Лаконију и Месенију. Мани има око 18.000 становника, а најважнији и најнасељенији град је Гитио. Манијев главни извор прихода је туризам. Најпознатије туристичке атракције су Диросове пећине, две пећине кроз које теку подводне реке.

## Дијалект
Маниотски дијалект модерног грчког има неколико архаичних својстава која га разликују од већине уобичајених варијанти. Један од њих, који дели са веома дивергентним цаконијским, као и са старим дијалектима који су се говорили око Атине до 19. века, је дивергентан третман историјског /и/ (писано <υ>). Иако се овај звук спојио са /и/ свуда другде, ови дијалекти уместо тога имају /у/ (нпр. [ˈксуло] наспрам стандардног [ˈксило] 'дрво'). Сматра се да су ови варијетети делови раније веће дијалекатске групе која је делила ове карактеристике и која је касније подељена продором насеља Арванитика на већи део његовог подручја у касном средњем веку.
Остале карактеристике маниотског дијалекта укључују палатализацију веларних сугласника, односно реализацију /к, ɡ, к, ɣ/ као ([тɕ, дʑ] или [ɕ, ʑ] пре /и, е, ј/. Ова карактеристика дели се са многим јужним дијалектима грчког, посебно критским.

## Економија
Мало је информација о економији становника током раних фаза османске доминације Грчке, а оно што се зна о економији у 17. и 18. веку је од страних посматрача. У средишњем делу острва маслине су узгајане у великом броју, али тек у 18. веку маслине су биле широко распрострањене у осталим деловима острва. Извоз је такође укључивао бор за јарболе, као и терпентин, кожу као и средство за штављење, боју гримизне боје. Северозападни делови били су богати дудом и свилом. Пчеларство је такође било једна од привредних грана. Други важан део маниотске економије било је пиратерија. Данас су главне индустрије у Манију пољопривреда и туризам.

## Култура

### Плесови
Два плеса потичу из Манија: Палио Маниатико (Παλιο Μανιατικο, букв. 'Стари Маниот') и Модерни Маниатико. Палио Маниатико се налази само у Манију и описан је као древни плес. Модерни Маниатико је модерна верзија плеса Палио Маниатико и укључује одређене аспекте плеса Каламатиано у њему. Као и Палио Маниатико, изводи се само у Манију.

### Пиратерија
Део маниотске културе укључивао је пиратерије. Маниоти су били познати и страшни пирати чији су бродови доминирали обалом Маниота. Маниоти су постали пирати јер Мани није била баш плодна земља и Маниоти нису имали много природних ресурса. Маниоти су пиратство сматрали легитимним одговором на чињеницу да је њихова земља била сиромашна и то је постало њихов главни извор прихода. Гусарске нападе нису зауставили локални свештеници Источне православне цркве, који су у ствари благосиљали бродове пре него што су кренули и понекад их пратили у препадима. Већина маниотских пирата долазила је из Меса Манија (Μεσα Μανη, „Унутрашњи Мани“). Главне жртве маниотских пирата били су Османлије, али су на мети били и бродови моћних европских народа.

### Сујеверје
Постоји снажна историја сујеверја и фолклора у маниотској култури; најчешће приче се врте око вештица, демона, вампира и духова. Када је Хенри Херберт, трећи гроф од Карнарвона, обилазио Мани 1839. године, пронашао је свеже јаје поред пута и понудио га маниотском војнику који га је пратио, који је одбио понуду објашњавајући да ако га је вештица очарала, он је морао би да је ожени. Маниоти су сматрали да су одређене области опседнуте демонима.

### Освете
Још један важан аспект маниотске културе биле су освете које су често мучиле Маниоте. Обично се одлука о покретању освете доноси на породичном окупљању. Главни циљ освете је обично био да се убије друга породица. Породице које су биле укључене затварале су се у своје куле и кад год им се указала прилика убијале су чланове противничке породице. Остале породице у селу су се обично затварале у своје куле да не би сметале борби.
Освете су могле да трају месецима, понекад годинама, а обично су се завршавале када је једна породица била истребљена или напустила град. У неким случајевима, освета би се закључила након што су 'криви' појединци били убијени. У другим случајевима освете, посебно оне дуготрајне, окончане су мирним условима или разменом имовине. У случају дугих освета, породице су се често договориле око привременог трева (τρεβα, 'примирје') како би се омогућила жетва или присуство верским церемонијама; када се трева заврши, убијање би се могло наставити. Камен темељац Маниотске културе освете био је договор да све освете одмах престану у универзалној треви кад год се заједница суочи са турском претњом. Најдуже од свих примирја најавио је клан Мавромихалис када је у марту 1821. објављен рат Отоманском царству, чиме је започео Грчки рат за независност. Освете су се наставиле и након ослобођења Грчке. Култура освете Маниота се сматра једном од најопакијих и најбезобзирнијих од свих медитеранских култура освете. Једна од последњих забележених освета великих размера захтевала је да се заустави грчка полиција, 1.000 војника грчке војске и 200 морнара грчке морнарице.

### Кухиња
Локални специјалитети:
- Хилопити
- Колокитхокорфадес
- Паспалас
- Регали, јагњећа супа
- Цоукти, тестенина са јелом од јаја
- Сиглино (свињско месо, хладно нарезано)
- Лалагидес или Лалагиа (Λαλαγγιδες)
- Диплес (десерт)

## Етнологија
Становници Манија тврде да су директни потомци старих Спартанаца и сматрају се „чистокрвнијим“ Грцима. Према њиховој традицији, након што су Римљани заузели Лаконију, многи спартански грађани који су били лојални спартанским законима Ликурга одлучили су да оду у спартанске планине Мани са осталима Спартанцима радије него да буду у римској служби. Киријакос Касис тврди да су се Маниоти ретко мешали са не-Маниотима све до 20. века.
Мани је постао уточиште током 4. века када су почеле варварске инвазије у Европу. Када су Авари и Словени напали Пелопонез, многе грчке избеглице су побегле у Мани пошто освајачи нису могли да се инфилтрирају на планински терен. Према Константину Порфирогениту, Маниоти нису били покорени од Словена и водили су порекло од древних 'Ромаја'. Британски историчар Дејвид Армин Хауарт наводи: „Једини Грци који су имали непрекинуто порекло били су кланови попут Маниота који су били толико жестоки и живели тако далеко на планини да су их освајачи оставили на миру.“

## Генетске студије
Рад „Генетика пелопонеских популација и теорија изумирања средњовековних пелопонеских Грка“ (2017), објављен у Европском часопису за људску генетику, показао је да јединке Маниота у просеку деле 0,25% свог генома (или 35–36 цМ). ) идентични по пореклу, са 95% парова појединаца који деле најмање један сегмент Идентитет по пореклу. Маниоти се разликују од свих осталих Пелопонежана по анализи ПЦА и АДМИКСТУРЕ. Такође се разликују од копнене, острвске и малоазијске грчке популације која је упоређена ПЦА анализом, али се „делимично“ преклапају са Сицилијанцима и јужним Италијанима. Ово се може објаснити чињеницом да су Маниоти наследили најмању количину словенског аутозомног порекла широм Пелопонеза, посебно оне из унутрашњег Манија. Наиме, у случају унутрашњег дела острва, (22 узорка) износи 0,7%–1,6%, док код Маниота са Западног Тајгетоса или спољашњег дела острва (24 узорка) износи 4,9%–8,6% и Источног Тајгета (23 узорка) до 5,7%–10,9% заједничког порекла са Словенима (Белоруси, Руси, Пољаци и Украјинци). Словенско порекло које поседују ова последња два је пет до осам пута веће од предака унутрашњег дела острва, али ниже од порекла које други Пелопонежани (148 узорака - искључујући Цаконијане) деле са Словенима, који иако ниски, ипак је релативно већи од Маниота на 4,8%–14,4%. Иако Цаконијани, подељени између Јужњака (15 узорака) и Северњака (9 узорака), такође поседују низак ниво заједничког порекла са Словенима од 0,2%–0,9% и 3,9%–8,2%, они остају различита популација од оба дела Маниота и остатка Пелопонежана, нешто што се приписује изолацији због удаљености и могућности да су Цаконију у антици насељавали Јонци који су говорили дорски (по Херодоту), док су на сличан начин конзервативни Мани правили Дорци.

## Познати Маниоти
- Стивен Антонакос, вајар, његова дела су била у главним међународним колекцијама, укључујући Метрополитен музеј уметности, Музеј модерне уметности, Музеј америчке уметности Витни, Музеј Соломона Р. Гугенхајма, све у Њујорку, Националну галерију уметности у Вашингтону и Национални музеј савремене уметности, Атина.
- Панагиотис Доксарас, сликар, оснивач хептанске школе
- Лимберакис Геракарис, први бег Манија и један од најстрашнијих гусара Маниота
- Стилијанос Мавромихалис, адвокат, председник Ареопага и премијер (1963)
- Киријакулис Мавромихалис, херој грчког рата за независност
- Петрос Мавромихалис, покретач и борац грчког рата за независност, последњи бег Манија, генерал-потпуковник и председник извршне власти (1823).
- Деметриос Мавромихалис, политичар, генерал-мајор и помоћник грчког краља Отоа
- Михаил Анагностакос, војни официр и војсковођа Македонске борбе.
- Киријакулис П. Мавромихалис, премијер Грчке (1909–10).
- Георгиос Антонакос, начелник штаба грчког ратног ваздухопловства под краљем. Генерал са пет звездица.
- Цанис Цанетакис, морнарички официр, члан грчког парламента, премијер Грчке (1989) и министар спољних послова
- Константинос Давакис, пуковник
- Елиас Котеас, глумац
- Јоргос Цимбидарос-Фтерис, песник и новинар